# Волосковичи
Воло́сковичи — деревня в Ретюнском сельском поселении Лужского района Ленинградской области.

## История

### До XIX века
Впервые упоминается в писцовых книгах Шелонской пятины 1498 года, как деревня Волосковичи в Дремяцком погосте Новгородского уезда.

### XIX — начало XX века
Деревня Волосковичи обозначена на карте Санкт-Петербургской губернии Ф. Ф. Шуберта 1834 года.

ВОЛОСКОВИЧИ — деревня, принадлежит: чиновнице 5 класса Марье Петуховой, число жителей по ревизии: 8 м. п., 10 ж. п.

чиновнице 14 класса Анне Энгельгард, число жителей по ревизии: 13 м. п., 16 ж. п. (1838 год)

Деревня Волосковичи отмечена на карте профессора С. С. Куторги 1852 года.

ВОЛОСКОВИЧИ — деревня господ Петуховой и Энгельгард, по просёлочной дороге, число дворов — 7, число душ — 30 м. п. (1856 год)

Согласно X-ой ревизии 1857 года деревня состояла из двух частей:

1-я часть: число жителей — 10 м. п., 10 ж. п.
  
2-я часть: число жителей — 15 м. п., 23 ж. п.

ВОЛОСКОВИЧИ — деревня владельческая при ключе, число дворов — 7, число жителей: 21 м. п., 23 ж. п. (1862 год)

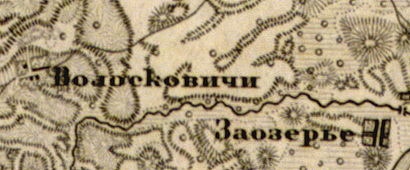
Деревня Волосковичи на карте 1863 года

В 1870 году временнообязанные крестьяне деревни выкупили свои земельные наделы у В. П. Петухова и стали собственниками земли.
Согласно подворной описи Шильцевского общества Городецкой волости 1882 года, деревня состояла из двух частей:
 
1) бывшее имение Петухова, домов — 10, душевых наделов — 9, семей — 6, число жителей — 25 м. п., 20 ж. п.; разряд крестьян — собственники.
  
2) бывшее имение Энгельгардт, домов — 9, душевых наделов — 14, семей — 10, число жителей — 19 м. п., 16 ж. п.; разряд крестьян — собственники.
Согласно материалам по статистике народного хозяйства Лужского уезда 1891 года, имение при селении Волосковичи принадлежало мещанину М. М. Блаженкову.
В XIX веке деревня административно относилась ко 2-му стану Лужского уезда Санкт-Петербургской губернии, в начале XX века — к Городецкой волости 5-го земского участка 4-го стана.
По данным «Памятной книжки Санкт-Петербургской губернии» за 1905 год деревня Волосковичи входила в Шильцевское сельское общество.

### 1917—1991 годы
С 1917 по 1924 год деревня Волосковичи входила в состав Витовского сельсовета Поддубской волости Лужского уезда.
С 1924 года, в составе Шильцевского сельсовета.

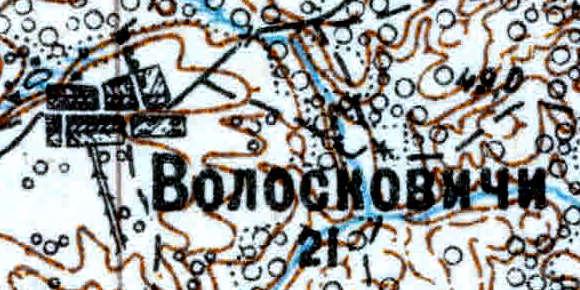
Деревня Волосковичи карте 1926 года

Согласно топографической карте 1926 года деревня насчитывала 21 крестьянских двор.
С 1927 года, в составе Лужской волости, а затем Лужского района.
В 1928 году население деревни Волосковичи составляло 126 человек.
По данным 1933 года деревня Волосковичи входила в состав Шильцевского сельсовета Лужского района.
C 1 августа 1941 года по 28 февраля 1944 года деревня находилась в оккупации.
В 1958 году население деревни Волосковичи составляло 49 человек.
По данным 1966 и 1973 годов деревня Волосковичи также входила в состав Шильцевского сельсовета.
По данным 1990 года деревня Волосковичи входила в состав Ретюнского сельсовета.

### 1991 год — настоящее время
По данным 1997 года в деревне Волосковичи Ретюнской волости проживали 7 человек, в 2002 году — 15 человек (русские — 93 %).
В 2007 году в деревне Волосковичи Ретюнского СП проживали 5 человек.

## География
Деревня расположена в южной части района на автодороге 41К-668 (Ретюнь — Поддубье).
Расстояние до административного центра поселения, деревни Ретюнь — 6 км.
Расстояние до ближайшей железнодорожной станции Серебрянка — 13 км.

## Демография
| 1862 | 2007 | 2010 | 2017 |
| ---- | ---- | ---- | ---- |
| 44   | ↘5   | ↗7   | →7   |

## Улицы
Озёрный переулок, Цветочная, Центральная.